# 和歌山県の県道一覧
和歌山県の県道一覧（わかやまけんのけんどういちらん）は、和歌山県を通る県道の一覧である。

## 概要
現在の路線番号は1993年（平成5年）4月1日に制定されたが、三重県・大阪府・奈良県にまたがる路線は同年12月10日に番号が再度変更された。県道番号標識導入は1994年（平成6年）に登場した。

## 主要地方道

### 1 - 47（県内完結路線）
- 1 （欠番）
  - 1993年4月1日 - 12月10日は和歌山県道・奈良県道橋本五條線（→55号）
- 2 （欠番）
  - 1993年4月1日 - 12月10日は大阪府道・和歌山県道堺かつらぎ線（→61号）
- 3 かつらぎ桃山線
- 4 高野口野上線
- 5 （欠番）
  - 1993年4月1日以降未使用
- 6 （欠番）
  - 1993年4月1日 - 12月10日は大阪府道・和歌山県道泉佐野打田線（→62号）
- 7 粉河加太線
- 8 （欠番）
  - 1993年4月1日 - 12月10日は大阪府道・和歌山県道泉佐野岩出線（→63号）
- 9 岩出海南線
- 10 岩出野上線
- 11 （欠番）
  - 1993年4月1日 - 12月10日は和歌山県道・大阪府道和歌山貝塚線（→64号）
- 12 （欠番）
  - 1993年4月1日 - 12月10日は大阪府道・和歌山県道岬加太港線（→65号）
- 13 和歌山橋本線
- 14 和歌山打田線
- 15 新和歌浦梅原線
- 16 和歌山港線
- 17 和歌山停車場線
- 18 海南金屋線
- 19 美里龍神線
- 20 有田湯浅線
- 21 広川川辺線
- 22 吉備金屋線
- 23 御坊湯浅線
- 24 御坊由良線
- 25 御坊中津線
- 26 御坊美山線
- 27 日高印南線
- 28 印南原印南線
- 29 田辺龍神線
- 30 田辺印南線
- 31 田辺白浜線
- 32 紀伊田辺停車場線
- 33 南紀白浜空港線
- 34 白浜温泉線
- 35 上富田南部線
- 36 上富田すさみ線
- 37 日置川大塔線
- 38 すさみ古座線
- 39 串本古座川線
- 40 樫野串本線
- 41 潮岬周遊線
- 42 新宮停車場線
- 43 那智勝浦古座川線
- 44 那智勝浦熊野川線
- 45 那智勝浦本宮線
- 46 那智山勝浦線
- 47 （欠番）
  - 1993年4月1日 - 12月10日は三重県道・和歌山県道御浜北山線（→52号）

### 52 - 53（三重県越境路線）
- 52 御浜北山線
- 53 高野天川線

### 55（奈良県越境路線）
- 55 橋本五條線

### 61 - 65（大阪府越境路線）
- 61 堺かつらぎ線
- 62 泉佐野打田線
- 63 泉佐野岩出線
- 64 和歌山貝塚線
- 65 岬加太港線

## 一般県道

### 101 - 245（県内完結路線）
- 101 （欠番）
  - 1993年4月1日 - 12月10日は奈良県道・和歌山県道二見御幸辻停車場線（→731号）
- 102 宿九度山線
- 103 山田岸上線
- 104 山内恋野線
- 105 山田御幸辻停車場線
- 106 紀見峠停車場線
- 107 橋本停車場線
- 108 隅田停車場線
- 109 志賀三谷線
- 110 三谷妙寺停車場線
- 111 笠田停車場線
- 112 九重名倉線
- 113 高野口停車場線
- 114 九度山停車場線
- 115 花園美里線
  - 1993年4月1日 - 12月10日は奈良県道・和歌山県道阪本五條線（→732号）
- 116 （欠番）
  - 1993年4月1日 - 12月10日は奈良県道・和歌山県道川津高野線（→733号）
- 117 （欠番）
  - 1993年4月1日 - 12月10日は和歌山県道・奈良県道高野辻堂線（→734号）
- 118 高野橋本線
- 119 中三谷下井阪線
- 120 上鞆淵那賀線
- 121 西川原名手市場線
- 122 西川原粉河線
- 123 荒見粉河線
- 124 粉河寺線
- 125 那賀かつらぎ線
- 126 粉河那賀線
- 127 中尾名手市場線
- 128 桃山下井阪線
- 129 垣内貴志川線
- 130 桃山丸栖線
- 131 新田広芝岩出停車場線
- 132 船戸停車場線
- 133 （欠番）
  - 1993年4月1日 - 12月10日は和歌山県道・大阪府道木ノ本岬線（→751号）
- 134 小豆島岩出線
- 135 和歌山海南線
- 136 秋月海南線
- 137 三田海南線
- 138 和歌山野上線
- 139 小豆島船所線
- 140 善明寺北島線
- 141 有功天王線
- 142 三田三葛線
- 143 井ノ口秋月線
- 144 岩橋栗栖線
- 145 鳴神木広線
- 146 西脇梅原線
- 147 八軒家鳴神線
- 148 和歌山港北島線
- 149 紀伊停車場田井ノ瀬線
- 150 紀ノ川停車場平井線
- 151 新和歌浦線
- 152 紀ノ川停車場線
- 153 紀和停車場線
- 154 紀三井寺線
- 155 紀三井寺停車場線
- 156 加太停車場線
- 157 山東停車場線
- 158 布施屋停車場線
- 159 海南吉備線
- 160 沖野々森小手穂線
- 161 小野田内原線
- 162 海南港線
- 163 （欠番）
- 164 沓掛糸我線
- 165 引尾下津線
- 166 興加茂郷停車場線
- 167 大崎加茂郷停車場線
- 168 下津港下津停車場線
- 169 奥佐々阪井線
- 170 （欠番）
- 171 宮崎古江見線
- 172 千田箕島線
- 173 有田港線
- 174 箕島停車場線
- 175 湯浅広港湯浅停車場線
- 176 井関御坊線
- 177 南金屋由良線
- 178 湯浅広港線
- 179 吉原湯浅線
- 180 野上清水線
- 181 下湯川金屋線
- 182 境川金屋線
- 183 楠本小川線
- 184 生石公園線
- 185 御坊停車場線
- 186 日高港線
- 187 日の岬公園線
- 188 柏御坊線
- 189 比井紀伊内原停車場線
- 190 玄子小松原線
- 191 江川小松原線
- 192 玄子和佐線
- 193 船津和佐線
- 194 上初湯川皆瀬線
- 195 （欠番）
  - 1993年4月1日 - 12月10日は和歌山県道・奈良県道龍神十津川線（→735号）
- 196 たかの金屋線
- 197 滝切目停車場線
- 198 龍神中辺路線
- 199 芳養清川線
- 200 中芳養南部線
- 201 南部停車場線
- 202 古井西の地線
- 203 滝之口古井口線
- 204 印南停車場線
- 205 上野岩田線
- 206 文里湊線
- 207 上万呂北新町線
- 208 秋津川田辺線
- 209 長野上秋津線
- 210 田辺港線
- 211 文里港線
- 212 栄岩崎線
- 213 白浜久木線
- 214 白浜停車場線
- 215 椿停車場線
- 216 温川田辺線
- 217 近露平瀬線
- 218 平瀬上三栖線
  - 大阪府道218号河内長野かつらぎ線は61号堺かつらぎ線の認定時に和歌山県道として廃止されたため、和歌山県道としての番号は割り当てられていない[3]。
- 219 下川上牟婁線
- 220 岩田保呂線
- 221 市鹿野鮎川線
- 222 城すさみ線
- 223 日置港線
- 224 佐本深谷三尾川線
- 225 大附見老津停車場線
- 226 紀伊有田停車場線
- 227 田原古座線
- 228 高瀬古座停車場線
- 229 古座川熊野川線
- 230 高田相賀線
- 231 あけぼの広角線
- 232 池田港線
- 233 三輪崎港線
- 234 長井古座線
- 235 南平野下里停車場線
- 236 勝浦港湯川線
- 237 宇久井港線
- 238 紀伊勝浦停車場線
- 239 太地港下里線
- 240 梶取崎線
- 241 静川請川線
- 242　（欠番）かつての湯峯温泉線、2008年（平成20年）7月1日和歌山県告示第920号により廃止[4]。
- 243 日置川すさみ線
- 244 有田川湯浅線 - 2024年（令和6年）2月26日和歌山県告示第175号により認定[5]。
- 245 紀北かつらぎインター線 - 2025年（令和7年）5月23日和歌山県告示第420号により認定[6]

### 731 - 735（奈良県越境路線）
- 731 二見御幸辻停車場線
- 732 阪本五條線
- 733 川津高野線
- 734 高野辻堂線
- 735 龍神十津川線

### 751 - 752（大阪府越境路線）
- 751 木ノ本岬線
- 752 和歌山阪南線 - 2016年（平成28年）12月27日和歌山県告示第1498号・大阪府告示第2043号により認定[7][8]。第二阪和全通以前の国道26号。

### 780（三重県越境路線）
- 780 熊野川紀和線

### 801 - 804（自転車道）
- 801 白浜日置川自転車道線
- 802 太地新宮自転車道線
- 803 紀の川自転車道線 - 2013年（平成25年）3月29日和歌山県告示第374号により認定[9]。
- 804 貴志川自転車道線 - 2013年（平成25年）3月29日和歌山県告示第374号により認定[9]。